# Enfarte da circulação posterior
Enfarte da circulação posterior (POCI) é um tipo de enfarte cerebral que afeta a circulação posterior que irriga um dos lados do cérebro.